# BREN Tower
BREN Tower (doslovně česky Věž BREN, zkratka pro Bare Reactor Experiment, Nevada) byl ocelový stožár v Nevada Test Site v americkém státě Nevadě. Jeho výška činila 465 metrů, čímž byl vyšší než Empire State Building (443,2 m). Byl nejvyšší stavbou určenou pro vědecký výzkum a nejvyšší stavbou Nevady. Byl postaven v roce 1962 a rozebrán v květnu 2012.